# Salamanca (Madrid)

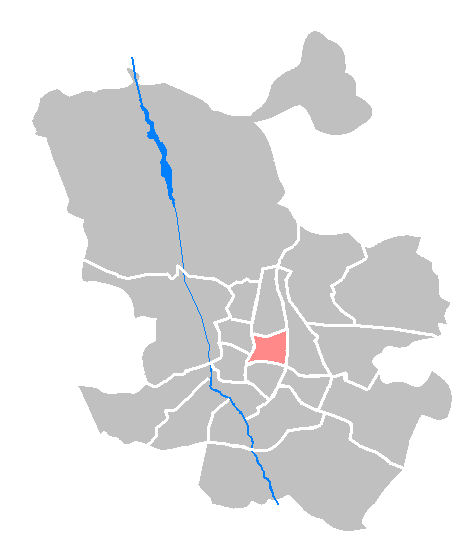
Distriktet Salamanca läge i kommunen Madrid.

Salamanca är ett av de 21 distrikt som utgör kommunen Madrid (år 2005). Den ligger i den autonoma regionen och provinsen Madrid, i den centrala delen av landet, i huvudstaden Madrid. Salamanca ligger 698 meter över havet och antalet invånare är 147 707. Det bär namnet efter sin byggherre, José de Salamanca y Mayol, markis av Salamanca, som uppförde det under 1800-talet. 

## Geografi
Dess geografiska läge och utsträckning bestäms av följande gator: 
- I väster: Paseo de Recoletos och Paseo de la Castellana.
- I söder: Alcalá och O'Donnell.
- I öster: Avenida de la Paz (M-30).
- I norr, María de Molina och Avenida de América.

## Administrativ indelning
Administrativt är Salamanca uppdelat i sex stadsdelar: 
- Recoletos, som ligger mellan gatorna Menéndez Pelayo, Principe de Vergara, D. Ramón de la Cruz, Pº de la Castellana, Pº de Recoletos, Alcalá och O'Donnell.
- Goya, som ligger mellan gatorna O'Donnell, Doktor Esquerdo, D. Ramón de la Cruz, Principe de Vergara och Menéndez Pelayo.
- Fuente del Berro, som ligger mellan gatorna Doctor Esquerdo, O'Donnell, Avda. de la Paz och Alcalá.
- Guindalera, som ligger mellan gatorna Silvela Francisco, Alcalá, Avda. de la Paz och Avda. de América. Denna administrativa stadsdel omfattar även det kvarter som kallas Parque de las Avenidas.
- Lista, som ligger mellan gatorna Maria de Molina, Francisco Silvela, D. Ramón de la Cruz och Principe de Vergara.
- Castellana, som ligger mellan Pº de la Castellana, D. Ramón de la Cruz, Principe de Vergara och Maria de Molina.

Stadsdelarna Recoletos, Goya, Lista och Castellana skiljer sig från resten av staden Madrid genom att ha en mycket bestämd nätformad struktur, med vinkelräta gator.
Kvarteren är främst bostadsfastigheter och kommersiella områden, som är mycket väl belägna och vars bostäder har ett högt värde, så de föredras av personer hög köpkraft, diplomater och så vidare. 
Husen utmärker sig också genom sitt palatsliknande fasader, som omvandlar Madrid till en av de mest europeiska huvudstäderna i form av klassisk arkitektur och avantgarde. Distriktet Salamanca är utan tvekan ett av de mest prestigefyllda bostadsområden på den europeiska kontinenten.

## Terräng
Terrängen runt Salamanca är huvudsakligen platt. Salamanca ligger uppe på en höjd. Runt Salamanca är det mycket tätbefolkat, med 4 670 invånare per kvadratkilometer. Runt Salamanca är det i huvudsak tätbebyggt.

## Klimat
Ett kallt stäppklimat råder i trakten. Årsmedeltemperaturen i trakten är 17 °C. Den varmaste månaden är juli, då medeltemperaturen är 32 °C, och den kallaste är januari, med 5 °C. Genomsnittlig årsnederbörd är 566 millimeter. Den regnigaste månaden är november, med i genomsnitt 89 mm nederbörd, och den torraste är augusti, med 6 mm nederbörd.